# Méthode d'Olympe
Ne pas confondre avec Saint Méthode (815-885), évangélisateur des peuples slaves avec son frère Saint Cyrille.
Méthode d'Olympe ou de Patare (en grec ancien : Μεθόδιος Όλύμπου) est un écrivain chrétien de langue grecque, mort en 311 ou 312, qui fut évêque d'Olympe et de Tyr. L'hypothèse qu'il aurait été évêque de Patare provient du fait que son dialogue Sur la Résurrection se tient dans cette ville. Saint martyr, il est fêté le 20 juin, et il est l'un des Pères grecs de l'Église.

## Biographie
Très peu d'informations nous sont parvenues sur sa vie. Épiphane de Salamine dit qu'il était aussi connu sous le nom d'Euboulios,. Saint Jérôme parle de lui à plusieurs reprises en l'appelant « évêque et martyr », et lui consacre une notice dans son De viris illustribus : il aurait été évêque d'Olympos en Lycie, puis évêque de Tyr ; il serait mort martyr « vers la fin de la dernière persécution » (c'est-à-dire celle de Maximin Daia, en 311-312), ou, « selon d'autres » (« ut alii affirmant »), sous la persécution de Trajan Dèce et de Valérien (c'est-à-dire vers 251) « à Chalcis, en Grèce », une deuxième hypothèse qui paraît bien moins vraisemblable. Cependant, Eusèbe de Césarée, qui ne mentionne nulle part Méthode, dit que l'évêque de Tyr qui fut martyrisé sous la dernière persécution s'appelait Tyrannion ; ensuite, c'est un certain Paulin qui fut élu. Le plus probable est que Méthode a été martyrisé sous Maximin Daia, et que l'information de saint Jérôme selon laquelle il aurait été évêque de Tyr est fausse. Peut-être cette dernière ville fut-elle seulement le lieu de son martyre.
Ses œuvres montrent que c'était un homme instruit, écrivant très correctement, et lecteur d'auteurs de l'Antiquité classique comme Platon. Son parti-pris théologique est qu'il s'opposait à nombre de thèses d'Origène. Une partie de ses écrits a été conservée, soit en entier soit en fragments, et soit en version originale grecque soit en traduction.
On sait par ailleurs que Méthode était le maître de saint Nicolas de Myre, personnage historique qui inspira le mythe du Père Noël.

## Œuvres connues
- Le banquet des dix vierges[7] est sa seule œuvre ayant subsisté intégralement en grec[3]. C'est un dialogue imité du Banquet de Platon, dont les personnages sont dix jeunes filles, réunies dans le jardin de Vertu, dissertant sur la chasteté (virginité et procréation, déterminisme et liberté, célibat et mariage, immortalité de l'âme et résurrection de la chair[8]...), sans doute pour faire antithèse aux personnages de Platon qui faisaient des discours sur l'amour profane (ἀγάπη chrétienne contre ἔρως païen)[4]. Le texte se conclut sur une hymne de 24 strophes entonnée par l'une des convives en l'honneur des fiançailles du Christ et de son Église. Selon Maurice Croiset[9], « comme œuvre d'art, cela est médiocre : ces vierges sont de vrais docteurs, qui n'ont rien d'aimable, malgré le sentiment poétique qu'on ne peut refuser à l'auteur [...] Du moins elles s'expriment en assez bon langage, et savent raisonner sans diffusion et sans prolixité ».
- Le traité Sur le libre-arbitre a été conservé en assez longs fragments en grec et en arménien (dans l'œuvre de l'apologiste Eznik de Kolb), et il existe encore en entier dans une traduction en vieux-slave. C'est aussi un dialogue, où la théorie du libre-arbitre est défendue contre les positions dualistes et déterministes des gnostiques.
- Aglaophon ou Sur la résurrection, encore un dialogue de style platonicien en trois livres, est connu par fragments en grec, et la plus grande partie a été conservée en vieux-slave. La scène est située chez le médecin Aglaophon de Patara, et l'entretien porte sur la question de savoir si la résurrection se fera dans le corps que nous avons en cette vie, ce qui est l'occasion de critiquer les spéculations du traité Sur les principes d'Origène.

Les traités suivants, qui sont plus courts, n'ont été conservés qu'en vieux-slave :
- Sur la vie et l'action raisonnable, qui est une exhortation à se contenter de son sort en cette vie et à espérer en l'au-delà ;
- Sur la discrimination des aliments, qui est une interprétation allégorique des prescriptions concernant l'alimentation dans la Loi juive ;
- Sur la lèpre, qui est un dialogue entre Euboulios, c'est-à-dire Méthode lui-même, et un certain Sistelios, sur le sens mystique de la référence à des lépreux en Lévitique 13 ;
- Sur la sangsue, qui porte sur la référence à cet animal en Proverbes, 30, 15 sqq., et sur la phrase « Les cieux proclament la gloire de Dieu » (Psaumes, 18, 2).

Ne sont connus que par de courts fragments les textes suivants :
- Contre Porphyre, qui était une réfutation du Contre les chrétiens de Porphyre de Tyr ;
- Contre Origène, sur la pythonisse, critique du commentaire fait par Origène sur l'épisode de la sorcière d'Endor (Samuel I, 28, 3-25) ;
- Commentaire sur la Genèse et le Cantique des Cantiques ;
- Commentaire sur le Livre de Job;
- Xénon, un dialogue par lequel l'auteur s'opposait à la thèse d'Origène sur le caractère incréé de la matière ;
- Sur les martyrs ;
- Sur Siméon et Anne (titre incertain), cf. Luc, 2, 21-38.

D'autres textes de Méthode sont signalés par des auteurs anciens, entre autres un livre de Révélations. L'Apocalypse du pseudo-Méthode, l'un des textes les plus fameux de l'apocalyptique médiévale, lui a été faussement attribuée.

## Éditions des textes
- Patrologia Graeca de Migne, vol. 18, col. 28-220 (Le banquet des dix vierges), col. 240-265 (Sur le libre-arbitre), col. 265-329 (Aglaophon ou Sur la résurrection), col. 332-344 (Xénon), col. 345 (Contre Porphyre et Sur les martyrs), col. 347-382 (Sur Siméon et Anne), col. 404-408 (Commentaire sur le Livre de Job).
- (de) G. N. Bonwetsch, Methodius von Olympus, vol. I (Schriften), Leipzig, 1891.
- Méthode d'Olympe, Du libre arbitre, trad. par Jacques Farges précédée d'une introduction sur les questions de l'origine du monde, du libre arbitre et du problème du mal dans la pensée grecque, judaïque et chrétienne avant Méthode, Paris, 1929.
- Méthode d'Olympe (trad. Victor-Henry Debidour, préf. Herbert Musurillo), Le banquet, Paris, Cerf, coll. « Sources chrétiennes no 95 », 1963, 340 p. (présentation en ligne)

## Études
- J. Farges, Les idées morales et religieuses de Méthode d'Olympe : Contribution à l'étude des rapports du Christianisme et de l'Hellénisme à la fin du troisième siècle, Paris, Beauchesne, 1929, 266 p. (présentation en ligne)
- (de) G. N. Bonwetsch, Die Theologie von Methodius, Berlin, 1903.
- (en) L. G. Patterson, Methodius of Olympus: Divine Sovereignty, Human Freedom, and Life in Christ, Washington, 1997.